# Andy Williams (Fußballspieler, Oktober 1977)
Andrew Phillip „Andy“ Williams (* 8. Oktober 1977 in Bristol) ist ein ehemaliger walisischer Fußballspieler. Der zweifache A-Nationalspieler musste seine Karriere aufgrund von anhaltenden Verletzungsproblemen frühzeitig beenden.

## Karriere
Williams entstammte der Nachwuchsabteilung des FC Southampton, bei dem er im Mai 1996 seinen ersten Profivertrag erhielt. Seinen Durchbruch in die erste Mannschaft erlebte der schnelle Flügelspieler, der gleichermaßen auf den beiden Außenposition einsetzbar war, in der Saison 1997/98, als er zu insgesamt 24 Pflichtspieleinsätzen für den Premier-League-Klub kam. Bei seinem Profidebüt am 1. Spieltag stand er bei einer 0:1-Heimniederlage gegen die Bolton Wanderers in der Startaufstellung, im weiteren Saisonverlauf kam er zumeist als Einwechselspieler zum Einsatz. Seine Entwicklung brachte ihm neben einer Reihe von Berufungen in die walisische U-21-Nationalmannschaft auch mehrfache Nominierungen in die A-Nationalmannschaft von Wales ein. Sein A-Länderspieldebüt für Wales gab er am 11. November 1997 bei einer 0:3-Freundschaftsspielniederlage gegen den amtierenden Weltmeister Brasilien, im Juni 1998 stand er bei einem 3:0-Erfolg in einem weiteren Freundschaftsspiel gegen Malta erstmals in der Startaufstellung, es blieb aber zugleich sein letzter Einsatz für das A-Nationalteam.
In der folgenden Saison 1998/99 kam Williams unter Trainer Dave Jones nur noch zu einem Saisoneinsatz und wurde schließlich im September 1999 an den Zweitligisten Swindon Town verliehen, der ihn nach vier Einsätzen Anfang Oktober für £65.000 fest unter Vertrag nahm. Bei Swindon spielte er in der Folge zumeist im linken Mittelfeld und kam in seiner ersten Saison zu 36 Ligaeinsätzen. Am Saisonende stieg der Verein als abgeschlagener Tabellenletzter in die Second Division ab. Kurz nach Beginn der Folgesaison hatte Williams Leistenbeschwerden, die eine Operation nötig machten. Erst gegen Ende der Saison fand er wieder Anschluss an das Team und kam noch zu drei Einsätzen, sein auslaufender Vertrag wurde aber von Swindon nicht mehr verlängert.
Williams beendete daraufhin seine Profilaufbahn und spielte fortan für Bath City in der Southern League. Nach einer eher durchwachsenen Saison wurde er 2002/03 mannschaftsintern als Spieler des Jahres ausgezeichnet. In der Saison 2003/04 zwangen Williams erneute Leistenbeschwerden zunächst zu einer langen Pause, bevor er wegen anhaltender Knieprobleme seine Fußballer-Laufbahn im Juli 2004 unterbrach. In der Saison 2005/06 versuchte er bei Mangotsfield United, ebenfalls in der Southern League, ein Comeback, kam aber über einen Einsatz als Einwechselspieler nicht hinaus.